# David Murdoch
David Murdoch (n. 17 aprilie 1978, Dumfries⁠(d), Scoția, Regatul Unit) este un jucător de curl ce a reprezentat Regatul Unit al Marii Britanii și al Irlandei de Nord, medaliat olimpic. A participat la 3 ediții ale Jocurilor Olimpice (2006, 2010, 2014) în care a câștigat o medalie de argint.